# Spathius taiwanicus
Spathius taiwanicus är en stekelart som beskrevs av Sergey A. Belokobylskij 1996. Spathius taiwanicus ingår i släktet Spathius och familjen bracksteklar. Inga underarter finns listade i Catalogue of Life.